# Digital Library of Mathematical Functions
Digital Library of Mathematical Functions (DLMF)는 미국 국립 표준 기술 연구소 (NIST)가 특수 함수와 NIST의 애플리케이션을 위한 수학 참조 데이터의 주요 자원을 개발하기 위한 온라인 프로젝트이다. Abramowitz's and Stegun's Handbook of Mathematical Functions (A&S)의 업데이트 버전으로 자리 매김하고 있다. 몇 챕터는 이미 게재되어 있었지만, 2010년 5월 7일에 온라인 정식 공개되었다.

## 웹 페이지
- DLMF의 웹 페이지(http://dlmf.nist.gov/)